# КусКус (телеканал)
«КусКус» — український спеціалізований телеканал кулінарної тематики, що входить до складу «Film.UA Group».
Програми каналу орієнтовані на сімейну аудиторію. Наповнення етеру складається з програм про теорію та практику приготування їжі, факти з історії кухонь народів світу, а також програми про корисну їжу.

## Про канал
Вперше про плани «Film.UA Group» запустити телеканал стало відомо влітку 2019 року. Спочатку «КусКус» планувався як платний канал. Однак, спершу у його ліцензії було передбачено кодування системою BISS (практично відкритий доступ).
Телеканал розпочав мовлення 31 жовтня 2019 року.
3 березня 2020 року телеканал перейшов на платну модель дистрибуції.
27 липня 2023 року Національна рада України з питань телебачення і радіомовлення змінила технологію мовлення з супутникового на OTT/IPTV.

## Програми каналу
- 3 в 1
- Азія від А до Я
- Божественно смачно
- Вечеря з Абрамовим
- Від шефа
- Готуємо легко
- Гурман шоу
- Грузія в серці
- Д'Артаньян на кухні
- Дієтолог Dr. Skytalinska
- Доктор Толстікова
- ЕнеЇда
- Закарпатські страви
- Знамениті гурмани
- Катіна кухня
- Клопотенко
- Корисна кухня
- Котлетка
- КусКус
- Кухар з Балі
- Море Ом Ном
- НеКотлетка
- Нові ресторани з Іллею Трубіциним
- Не кухар
- ОвочіФрукти
- Оробець PROхарчування
- Пікнік на дачі
- Правильні солодощі
- Рецепти шинкаря
- Смак Карпат
- Смачна ідея
- Смачний сезон
- Смузі з Мирославою Ульяніною
- Сніданки 24/7
- Сніданки з Абрамовим
- Солодка дача
- Спадщина
- Смачний бізнес
- Твій ланч-бокс
- Твоя тарілка
- Тома і торт
- Томати та сіль
- Хавтукук
- Чилі Ом Ном
- Шляхами крафтярів
- PROПАСТА
- PROСЕНДВІЧ
- PROСУП
- PROЗАКУСКИ
- PROСАЛАТ
- PROBBQ
- Young Chef